# Cookovy ostrovy na Letních olympijských hrách 2020
Cookovy ostrovy se účastnily Letních olympijských her 2020 a zastupovalo je 6 sportovců ve 3 sportech (3 muži a 3 ženy). Olympijské hry se měly původně konat od 24. července do 9. srpna 2020, ale byly odloženy kvůli pandemii covidu-19. V novém termínu se konaly od 23. července do 8. srpna 2021. Během zahájení her byli vlajkonoši výpravy plavci Wesley Roberts a Kirsten Fisher-Marsters. Nikomu z výpravy se během her nepodařilo získat medaili.

## Disciplíny

### Atletika
V atletice Cookovy ostrovy reprezentoval běžec Alex Beddoes, pro kterého to byl druhý start na olympijských hrách. Dne 31. července 2021 nastoupil do závodu mužů na 800 m. I přesto, že zaběhl čas 1:47,26 a ustanovil tak nový národní rekord, skončil v rozběhu sedmý a do semifinále nepostoupil.
| Sportovec    | Disciplína   | Rozběh     | Rozběh | Čtvrtfinále | Čtvrtfinále | Semifinále  | Semifinále  | Finále      | Finále      |
| Sportovec    | Disciplína   | Čas        | Pořadí | Čas         | Pořadí      | Čas         | Pořadí      | Čas         | Pořadí      |
| ------------ | ------------ | ---------- | ------ | ----------- | ----------- | ----------- | ----------- | ----------- | ----------- |
| Alex Beddoes | 800 m – muži | 1:47,26 NR | 7.     | N/A         | N/A         | nepostoupil | nepostoupil | nepostoupil | nepostoupil |

### Kanoistika
Pro 17letou Jade Tierney byla účast na hrách v Tokiu jejím olympijským debutem. Dne 2. srpna 2021 startovala v první rozjížďce závodu kajaků na 200 m. Čas 48,271 nestačil na přímý postup do semifinále. Později téhož dne startovala ve čtvrtfinále. Tam zajela čas 49,290 a skončila poslední. Celkově tak obsadila 33. místo.
17letý Kohl Horton startoval v Tokiu na svých prvních olympijských hrách. Nejdříve 2. srpna 2021 do mužského závodu kajaků na 1000 m. V rozjížďce zajel čas 4:26,679, což na přímý postup do semifinále nestačilo. Později téhož dne startoval ve čtvrtfinále, kde zajel čas 4:39,138. Celkově tak ze 27. startujících závodníků skončil na posledním místě. Dne 4. srpna 2021 nastoupil do mužského závodu kajaků na 200 m. S časem 40,061 skončil ve své rozjížďce čtvrtý, což na přímý postup do semifinále nestačilo. Čtvrtfinálový závod nedokončil.
Jane Nicholas startovala v Tokiu na svých prvních olympijských hrách. Dne 25. července 2021 nastoupila do ženského závodu K-1. Z 21. místa postoupila do semifinále. Z něho se jí postoupit do finále nepodařilo. Dne 28. července 2021 nastoupila do ženského závodu C-1. V základním kole obsadila 21. místo a do semifinále nepostoupila.
| Sportovec/Sportovkyně | Disciplína       | Rozjížďka     | Rozjížďka     | Čtvrtfinále   | Čtvrtfinále   | Semifinále    | Semifinále    | Finále       | Finále       | Finále       | Finále       |
| Sportovec/Sportovkyně | Disciplína       | Čas           | Pořadí        | Čas           | Pořadí        | Čas           | Pořadí        | Čas          | Čas          | Pořadí       | Pořadí       |
| --------------------- | ---------------- | ------------- | ------------- | ------------- | ------------- | ------------- | ------------- | ------------ | ------------ | ------------ | ------------ |
| Kohl Horton           | K1 200 m – muži  | 40,061        | 4. QF         | DNF           | DNF           | nepostoupil   | nepostoupil   | nepostoupil  | nepostoupil  | nepostoupil  | nepostoupil  |
| Kohl Horton           | K1 1000 m – muži | 4:24,679      | 6. QF         | 4:39,138      | 6.            | nepostoupil   | nepostoupil   | nepostoupil  | nepostoupil  | nepostoupil  | nepostoupil  |
| Jade Tierney          | K1 200 m – ženy  | 48,271        | 6. QF         | 49,290        | 8.            | nepostoupila  | nepostoupila  | nepostoupila | nepostoupila | nepostoupila | nepostoupila |
| Sportovkyně           | Disciplína       | Základní kolo | Základní kolo | Základní kolo | Základní kolo | Základní kolo | Základní kolo | Semifinále   | Semifinále   | Finále       | Finále       |
| Sportovkyně           | Disciplína       | Jízda 1       | Pořadí        | Jízda 2       | Pořadí        | Nejlepší      | Pořadí        | Čas          | Pořadí       | Čas          | Pořadí       |
| Jane Nicholas         | C-1 – ženy       | 151,95        | 19.           | 205,74        | 22.           | 151,95        | 21.           | nepostoupila | nepostoupila | nepostoupila | nepostoupila |
| Jane Nicholas         | K-1 – ženy       | 150,17        | 23.           | 120,10        | 20.           | 120,10        | 21. Q         | 144,84       | 22.          | nepostoupila | nepostoupila |

### Plavání
Wesley Roberts v Tokiu startoval na svých druhých olympijských hrách. Jako první se uskutečnil závod na 400 m volným způsobem. Dne 24. července 2021 nastoupil do druhé rozplavby. S dosaženým časem 3:55,65 skončil ve své rozplavbě pátý. Celkově obsadil 30. místo a do dalšího kola nepostoupil. Dne 25. července 2021 startoval v závodu mužů na 200 m volným způsobem. S časem 1:50,41 celkově obsadil 37. místo a do dalšího kola nepostoupil.
Pro Kirsten Fisher-Marsters byl start na hrách v Tokiu jejím olympijským debutem. Nastoupila 25. července 2021 do závodu žen na 100 m prsa. Ve druhé rozplavbě s dosaženým časem 1:13,98 skončila šestá. Celkově obsadila 36. místo a do dalšího kola nepostoupila.
| Sportovec/Sportovkyně   | Disciplína                | Rozplavba | Rozplavba | Semifinále   | Semifinále   | Finále       | Finále       |
| Sportovec/Sportovkyně   | Disciplína                | Čas       | Pořadí    | Čas          | Pořadí       | Čas          | Pořadí       |
| ----------------------- | ------------------------- | --------- | --------- | ------------ | ------------ | ------------ | ------------ |
| Wesley Roberts          | 200 m volný způsob – muži | 1:50,41   | 37.       | nepostoupil  | nepostoupil  | nepostoupil  | nepostoupil  |
| Wesley Roberts          | 400 m volný způsob – muži | 3:55,65   | 30.       | N/A          | N/A          | nepostoupil  | nepostoupil  |
| Kirsten Fisher-Marsters | 100 m prsa – ženy         | 1:13,98   | 36.       | nepostoupila | nepostoupila | nepostoupila | nepostoupila |